# Lista drumurilor județene din județul Caraș-Severin
Rețeaua de drumuri județene din Județul Caraș-Severin, în conformitate cu prevederile H.G. 540/2000, cu modificările și completările ulterioare
| Nr. crt.                                                                | Denumirea drumului                                                      | Traseul drumului | Poziția kilometrică                                                     | Poziția kilometrică                                                     | Lungimea reală |
| Nr. crt.                                                                | Denumirea drumului                                                      | Traseul drumului | Origine                                                                 | Destinație                                                              | Lungimea reală |
| 1                                                                       | DJ 571                                                                  | Moldova Veche - Moldova Nouă - Știnăpari - Sasca Montană - Slatina Nera - Macoviște - DN 57 (Ciuchici)                                                  | 0 + 000                                                                 | 47 + 400                                                                | 47,400 km      |
| 2                                                                       | DJ 571A                                                                 | DN 57A (Gornea) - Sichevița - Zăsloane - Cârșie - Gârnic - DJ 571 (Moldovița)                                                                           | 0 + 000                                                                 | 25 + 000                                                                | 25,000 km      |
| 3                                                                       | DJ 571B                                                                 | DN 57B (Bozovici) - Dalboșeț - Bârz - Șopotu Nou - Cărbunari (DJ 571)                                                                                   | 0 + 000                                                                 | 36 + 900                                                                | 36,900 km      |
| 4                                                                       | DJ 571C                                                                 | Oravița (DN 57 km 151 + 800) - Ciclova Română - Socolari - Potoc - Petrilova - Naidăș - Zlatița - Câmpia - Socol (DN 57A)                               | 0 + 000                                                                 | 51 + 200                                                                | 51,200 km      |
| 5                                                                       | DJ 571E                                                                 | DN 57B (km 82 + 230) - Lăpușnicel | 0 + 000                                                                 | 2 + 100                                                                 | 2,100 km       |
| 6                                                                       | DJ 571F                                                                 | DN 57B (Prilipeț) - Eftimie Murgu | 0 + 000                                                                 | 8 + 000                                                                 | 8,000 km       |
| 7                                                                       | DJ 571G                                                                 | DJ 571B (km 2 + 200) - Bănia - Gârbovăț - Dalboșeț - Lăpușnicu Mare                                                                                     | 0 + 000                                                                 | 18 + 500                                                                | 18,500 km      |
| 8                                                                       | DJ 571J                                                                 | Oravița - Ciclova Montană - Ciclova Română | 0 + 000                                                                 | 8 + 200                                                                 | 8,200 km       |
| 9                                                                       | DJ 571K                                                                 | Potoc (DJ 571C km 14 + 000) - Cheile Nerei | 0 + 000                                                                 | 4 + 500                                                                 | 4,500 km       |
| 10                                                                      | DJ 572                                                                  | Comorâște - Forotic - Brezon - Surducu Mare - Doclin - Tirol - Fizeș - Berzovia - Vermeș - Izgar - Limita Jud. Timiș                                    | 0 + 000                                                                 | 55 + 700                                                                | 55,700 km      |
| 11                                                                      | DJ 572B                                                                 | Marila - Anina - Steierdorf | 0 + 000                                                                 | 7 + 200                                                                 | 7,200 km       |
| 12                                                                      | DJ 573                                                                  | Oravița - Răchitova - Brădișoru de Jos - Halta Lișava - Ciudanovița - DJ 581 (Jitin)                                                                    | 0 + 000                                                                 | 32 + 000                                                                | 32,000 km      |
| 13                                                                      | DJ 573A                                                                 | Nicolinț (DN 57) - Rusova Nouă - Rusova Veche - Berliște - Milcoveni - Iam - Ciortea - Vrani - Mercina - Greoni (DN 57)                                 | 0 + 000                                                                 | 33 + 000                                                                | 33,000 km      |
| 14                                                                      | DJ 573B                                                                 | DJ 573A (km 29 + 000) - Vărădia | 0 + 000                                                                 | 2 + 000                                                                 | 2,000 km       |
| 15                                                                      | DJ 573C                                                                 | DN 57B (km 0 + 550) - Oravița - DN 57B (km 5 + 600) | 0 + 000                                                                 | 5 + 600                                                                 | 5,600 km       |
| 16                                                                      | DJ 573D                                                                 | Răcășdia (DN 57 km 145 + 700) - Vrăniuț - Iertof - Vrani (DJ 573A km 22 + 600)                                                                          | 0 + 000                                                                 | 10 + 800                                                                | 10,800 km      |
| 17                                                                      | DJ 581                                                                  | Reșița (DN 58) - Lupac - Goruia - Giurgiova - Ticvaniu Mare - Grădinari                                                                                 | 0 + 000                                                                 | 39 + 000                                                                | 39,000 km      |
| 18                                                                      | DJ 582                                                                  | Reșița (DN 58) - Cuptoare - Gărâna - Brebu Nou - Slatina Timiș (DJ 582)                                                                                 | 0 + 000                                                                 | 60 + 000                                                                | 60,000 km      |
| 19                                                                      | DJ 582A                                                                 | Reșița (DJ 582) - Târnova | 0 + 000                                                                 | 12 + 000                                                                | 12,000 km      |
| 20                                                                      | DJ 582B                                                                 | Reșița (DJ 582A km 0 + 200) - Stațiunea Secu (DC 92) | 0 + 000                                                                 | 11 + 500                                                                | 11,500 km      |
| 21                                                                      | DJ 582C                                                                 | Reșița (DJ 582) - Anina (DN 58) | 0 + 000                                                                 | 32 + 000                                                                | 32,000 km      |
| 22                                                                      | DJ 582D                                                                 | Văliug - Crivaia - Vila Klaus | 0 + 000                                                                 | 8 + 000                                                                 | 8,000 km       |
| 23                                                                      | DJ 582E                                                                 | Prislop (DJ 582 km 30 + 300) - Stațiunea Semenic | 0 + 000                                                                 | 9 + 000                                                                 | 9,000 km       |
| 24                                                                      | DJ 582F                                                                 | Anina (DJ 582C km 30 + 900) - Stațiunea Marghitaș | 0 + 000                                                                 | 3 + 900                                                                 | 3,900 km       |
| 25                                                                      | DJ 583                                                                  | Ezeriș (DN 58) - Bocșa (DN 58B) | 0 + 000                                                                 | 10 + 000                                                                | 10,000 km      |
| 26                                                                      | DJ 583A                                                                 | DN 58A - Scăiuș - Limită jud. Timiș | 0 + 000                                                                 | 6 + 400                                                                 | 6,400 km       |
| 27                                                                      | DJ 585                                                                  | Doclin (DJ 572) - Biniș - Bocșa - Ramna - Valeapai - Limita Jud. Timiș (Duleu)                                                                          | 0 + 000                                                                 | 36 + 200                                                                | 36,200 km      |
| 28                                                                      | DJ 586                                                                  | Bocșa - DJ 581 (Ocna de Fier) | 0 + 000                                                                 | 18 + 000                                                                | 18,000 km      |
| 29                                                                      | DJ 586A                                                                 | DJ 586 - Dognecea - DJ 581 (Secășeni) | 0 + 000                                                                 | 23 + 000                                                                | 23,000 km      |
| 30                                                                      | DJ 587                                                                  | Păltiniș (DN 58) - Rugi - Ohabița - Delinești - Apadia - Brebu - Zorlențu Mare - Dezești - Fârliug - Valea Mare - Duleu (DJ 585)                        | 0 + 000                                                                 | 40 + 200                                                                | 40,200 km      |
| 31                                                                      | DJ 608                                                                  | Plugova (DN 6) - Globurău - Costiș - Borugi - Cornereva - Gruni - Arsuri - Obița - Rusca - Teregova - Luncavița - Mehadica - Cuptoare - Crușovăț (DN 6) | 0 + 000                                                                 | 66 + 000                                                                | 66,000 km      |
| 32                                                                      | DJ 608A                                                                 | Caransebeș (DN 6) - Zervești - Turnu Ruieni - Borlova - Stațiunea Muntele Mic                                                                           | 0 + 000                                                                 | 37 + 000                                                                | 37,000 km      |
| 33                                                                      | DJ 608B                                                                 | Căvăran (DN 6) - Mâtnicu Mare - Copăcele - Ohaba Mâtnic - Zorlencior - Zorlențu Mare (DJ 587)                                                           | 0 + 000                                                                 | 28 + 000                                                                | 28,000 km      |
| 34                                                                      | DJ 608C                                                                 | Slatina Timiș - Bucoșnița - Petroșnița - Valea Timișului - Bolvașnița - Vârciorova                                                                      | 0 + 000                                                                 | 21 + 000                                                                | 21,000 km      |
| 35                                                                      | DJ 608D                                                                 | Gara Herculane (DN 6 km 381 + 150) - Băile Herculane (DN 67D km 103 + 000)                                                                              | 0 + 000                                                                 | 5 + 400                                                                 | 5,400 km       |
| 36                                                                      | DJ 608E                                                                 | DN 67D - DJ 608D (Băile Herculane) | 0 + 000                                                                 | 0 + 800                                                                 | 0,800 km       |
| 37                                                                      | DJ 680A                                                                 | Sacu (DN 6 km 474 + 525) - Tincova - Peștere - Maciova - Ciuta - Obreja (DN 68)                                                                         | 0 + 000                                                                 | 18 + 800                                                                | 18,800 km      |
| 38                                                                      | DJ 683                                                                  | Zăvoi (DN 68) - Măru - Poiana Mărului | 0 + 000                                                                 | 22 + 000                                                                | 22,000 km      |
| 39                                                                      | DJ 684                                                                  | Limita Jud. Timiș (Ruschița) - Rusca Montană - Voislova (DN 68)                                                                                         | 36 + 800                                                                | 59 + 200                                                                | 22,400 km      |
| Lungimea totală a rețelei de drumuri județene din județul CARAȘ-SEVERIN | Lungimea totală a rețelei de drumuri județene din județul CARAȘ-SEVERIN | Lungimea totală a rețelei de drumuri județene din județul CARAȘ-SEVERIN                                                                                 | Lungimea totală a rețelei de drumuri județene din județul CARAȘ-SEVERIN | Lungimea totală a rețelei de drumuri județene din județul CARAȘ-SEVERIN | 878,700 km     |

Categorie:Drumuri județene
Format:Drumuri județene, Caraș-Severin